# Сутеев, Владимир Григорьевич
Влади́мир Григо́рьевич Суте́ев (5 июля 1903, Москва — 10 марта 1993 или 8 марта 1993, Москва) — советский писатель, художник-иллюстратор и режиссёр-мультипликатор, сценарист. Заслуженный деятель искусств РСФСР (1965). Один из зачинателей отечественной мультипликации.
Старший брат Вячеслава Сутеева.

## Биография
Родился в семье врача Григория Осиповича Сутеева. Поступил в 11-ю мужскую гимназию, а в последних классах учился уже в советской школе. С 14 лет подрабатывал: рисовал диаграммы для выставок здравоохранения, дипломы для победителей спортивных соревнований, работал санитаром в первом коммунистическом красноармейском госпитале, инструктором физкультуры в младших классах школы. Начинал учиться на инженерно-строительном факультете Московского высшего технического училища, но победила страсть к рисованию.
Будучи амбидекстром, одинаково владел правой и левой рукой, причём одновременно одной мог писать, а другой — рисовать. Первую известность получил как художник-карикатурист. С 1927 года сотрудничал с журналом «Мурзилка».

### Мультипликация
В 1924 году поступил на художественный факультет Государственного техникума кинематографии (ГТК). Вместе с ним на курсах учились его брат Вячеслав Сутеев и двоюродный брат Дмитрий Боголепов (1903—1990) — впоследствии режиссёры научно-популярного кино. Ещё во время учёбы Владимир примкнул к экспериментально-производственной группе мультипликаторов при техникуме (Юрий Меркулов, Николай Ходатаев, Зенон Комиссаренко, Даниил Черкес). Дебютировал в качестве мультипликатора в фильме «Китай в огне» (1925), где впервые был применён альбомный метод мультипликации.
В 1924—1925 годах проявил себя в рекламном плакате, создав несколько киноплакатов к вышедшим в советский прокат зарубежным фильмам: «Безбилетный пассажир», «Девушка в маске», «Жена фараона», «Кожаные перчатки», «Куртизанка», «Поташ и Перламутр», «Похождения американки», «Принц по милости сказки (Жена Сабеида)», «Сердце гор», «Три мушкетёра». Также известен его плакат 1934 года к фильму «Весёлые ребята», созданный совместно с Дмитрием Бабиченко.
В 1928 году окончил учёбу в ГТК и устроился на кинофабрику «Межрабпомфильм».
В 1931 году поставил первый советский оригинальный звуковой мультфильм «Улица поперёк». Вместе со Львом Атамановым и Дмитрием Бабиченко разрабатывал серийного персонажа — Кляксу. В 1935 году перешёл в коллектив Виктора Смирнова (вначале в Экспериментальную мультмастерскую при Главном управлении кинофотопромышленности (ГУКФ), затем — на «Мосфильм»), где числился художником по титрах, фактически же выполняя и режиссёрские функции.
С 1936 года — на киностудии «Союзмультфильм».
С началом Великой Отечественной войны успел поставить несколько учебных фильмов на студии «Воентехфильм», после чего ушёл на фронт.
В составе 159 стрелковой дивизии участвовал в боях на Юго-Западном фронте, в сентябре 1941 года попал в окружение, освобождён в марте 1942 года. В звании лейтенанта воевал до последнего дня, принял участие в Белорусской операции.
С 1947 года преподавал на курсах художников-мультипликаторов при «Союзмультфильме». Внёс вклад в освоение цветного кино. В 1948 году неожиданно уволился со студии, не закончив картины «Охотничье ружьё» (завершена Пантелеймоном Сазоновым). Его внезапный уход родные и коллеги связывали с неразделённой любовью к мультипликатору Татьяне Таранович, которая присоединилась к коллективу в 1946 году. Она была моложе Сутеева на 13 лет, состояла в браке и имела дочь. Сохранились сотни писем Сутеева, адресованные Таранович.
В дальнейшем Сутеев сотрудничал с «Союзмультфильмом» преимущественно как сценарист. Им написано около 40 сценариев для мультипликационного кино, и почти все они были экранизированы.
Член Союза кинематографистов СССР (Москва), член Международной ассоциации анимационного кино.

### Детская литература
С 1947 года сотрудничал с Детгизом. Иллюстрировал множество детских сказок советских писателей: Чуковского, Маршака, Михалкова. Впервые с иллюстрациями художника на русском языке вышли книги: Д. Родари «Приключения Чиполлино» (сутеевские персонажи этой сказки стали образцом для детских игрушек), норвежского писателя А. Прейсена «Весёлый Новый год», венгерского писателя Агнеш Балинт «Гном Гномыч и Изюмка», английской писательницы Л. Муур «Крошка Енот и тот, кто сидит в пруду». А в 1949 вышла книжка «Сто картинок». В 1952 году вышла книжка «Две сказки про карандаш и краски». Чуковский приветствовал её появление рецензией в «Литературной газете».
Автор детской серии «сказок в картинках», переведённых на 38 языков мира. Почти каждое предложение сопровождается иллюстрацией, в которые художник много привнёс из мультипликации: динамичные рисунки похожи на кадры мультфильмов. Иллюстрации В. Г. Сутеева часто используются для оформления детских садов, детских лечебных учреждений, столовых, магазинов. В настоящее время издаются также в виде открыток.
Скончался 10 марта 1993 года. Похоронен на Никольском кладбище в подмосковном городе Балашиха (участок № 7).

### Семья
- отец — Григорий Осипович Сутеев (1879—1960), выпускник Московского университета, дерматовенеролог, миколог, заведующий венерологической секцией Мосгорздравотдела, доктор медицинских наук, профессор, удостоен Сталинской премии за вклад в исследование актиномикоза[19]. Отец увлекался живописью, пением, выступал с концертами в Благородном собрании[8]. Был близким другом Степана Эрьзи, для которого позировала его жена и который оказал большое влияние на Владимира; уже после смерти Г. О. Сутеева его заметки и воспоминания о друге были изданы в виде книги «Скульптор Эрьзя»[20][21].
- мать — Зинаида Васильевна Сутеева[20].
- брат — Вячеслав Григорьевич Сутеев (1904—1993), режиссёр научно-популярного кино[22][23];

Был трижды женат.
- первая жена — Валентина Александровна Сутеева (в девичестве Орёл). Брак в 1934 г. Союз распался после войны[11][15];
- вторая жена — Софья Ивановна (? —1982), одноклассница, влюблённая в него со школьных лет[11];
- третья жена — Татьяна Таранович (1916—1993), художник-мультипликатор; вышла замуж за Сутеева в 1983 году[11][15][24].

От первого брака родился сын Владимир (17.09.1941).

## Сказки
- «Дядя Миша»
- «Яблоко»
- «Мешок яблок»
- «Ёлка»
- «Кораблик»
- «Кто сказал мяу»
- «Под грибом»
- «Разные колёса»
- «Мышонок и карандаш»
- «Капризная кошка»
- «Палочка-выручалочка»
- «Цыплёнок и утёнок»
- «Кот-рыболов»
- «Петух и краски»
- «Три котёнка»
- «Это что за птица?»
- «Умелые руки»
- «Про ёлки»
- «Мамин праздник»
- «Про снегурочки и снежинку»
- «Как зима кончилась»
- «У всех праздник»
- «Как я ловил рыбу»
- «Мы в лесу»
- «Бабушкин огород»
- «Мы уже в школе»
- «Салют»
- «Мы — артисты»
- «Про Айболита и Чапкин портрет»
- «Терем-теремок»
- «Раз, два — дружно!»
- «Про Бегемота, который боялся прививок» (по мотивам сказки Милоша Мацоурека)
- «Мы ищем кляксу»
- «Петя и Красная Шапочка»
- «Петя Иванов и волшебник Тик-Так»
- «Волшебный магазин»

## Фильмография
Режиссёр
- 1931 — Улица поперёк (совместно с Л. Атамановым)
- 1933 — Сказка про белого бычка (не сохранился)
- 1934 — Клякса в Арктике (не сохранился)
- 1936 — Колобок (совместно с Л. Амальриком)
- 1936 — Отважный моряк
- 1937 — Шумное плавание (совместно с Л. Амальриком)
- 1938 — Почему у носорога шкура в складках
- 1939 — Дядя Стёпа (совместно с Л. Бредисом)
- 1940 — И мы на олимпиаду
- 1941 — Борьба с вражескими танками (учебный)
- 1941 — Как бороться с замораживанием (учебный)
- 1941 — Муха-Цокотуха (сохранился без оригинальной звуковой дорожки)
- 1941 — Ориентирование на местности (учебный)
- 1941 — Типы вражеских танков (учебный)
- 1947 — Весёлый огород
- 1948 — Охотничье ружьё (завершён П. Сазоновым)
- 1960 — Муха-Цокотуха (совместно с Б. Дёжкиным)

Сценарист
- 1933 — Сказка про белого бычка
- 1934 — Клякса в Арктике
- 1936 — Колобок
- 1936 — Отважный моряк
- 1937 — Дед Мороз и серый волк
- 1938 — Почему у носорога шкура в складках
- 1940 — И мы на олимпиаду
- 1941 — Муха-Цокотуха
- 1947 — Весёлый огород
- 1950 — Когда зажигаются ёлки
- 1952 — Зай и Чик
- 1953 — Волшебный магазин
- 1954 — Стрела улетает в сказку
- 1955 — Снеговик-почтовик (по сказке «Ёлка»)
- 1955 — Это что за птица?
- 1956 — Кораблик
- 1956 — Миллион в мешке
- 1958 — Грибок-теремок (по сказке «Под грибом»)
- 1958 — Петя и Красная Шапочка
- 1960 — Муха-Цокотуха
- 1960 — Разные колёса
- 1962 — Две сказки (по сказкам «Яблоко» и «Палочка-выручалочка»)
- 1962 — Кто сказал «мяу»?
- 1962 — Только не сейчас (по сказке «Петя Иванов и волшебник Тик-Так»)
- 1963 — Светлячок № 4. Наш карандаш (по сказкам «Капризная кошка» и «Мышонок и карандаш»)
- 1963 — Тараканище
- 1963 — Шутки (по сказкам «Цыплёнок и утёнок» и «Три котёнка»)
- 1964 — Кот-рыболов
- 1964 — Петух и краски
- 1965 — Пастушка и трубочист
- 1966 — Про бегемота, который боялся прививок
- 1966 — Хвосты
- 1967 — Раз, два — дружно!
- 1969 — Мы ищем кляксу
- 1970 — Дядя Миша
- 1971 — Терем-теремок
- 1974 — Мешок яблок
- 1978 — Дед Мороз и серый волк
- 1979 — Кто получит приз?
- 1985 — Пропал Петя-петушок

Художник-постановщик
- 1936 — Отважный моряк
- 1938 — Пёс и кот
- 1935 — Пустынник и медведь

Художник
- 1928 — Живые дома / Спор между домами
- 1939 — Дядя Стёпа
- 1952 — Зай и Чик
- 1954 — Стрела улетает в сказку

Художник-мультипликатор
- 1925 — Стар
- 1925—1905—1925
- 1925 — Китай в огне
- 1929 — Похождения Мюнхгаузена

## Награды
- заслуженный деятель искусств РСФСР (26 ноября 1965)[25];
- орден Отечественной Войны II степени (6 апреля 1985)[26].

## Память
Столетнему юбилею Владимира Сутеева был посвящён выпуск из цикла «Острова» (2003) телеканала «Культура».